# Seleuș (Zagăr), Mureș
Seleuș (cunoscut mai demult și ca Seleușul Mic, Seleușul Săsesc sau Seleușu) (în dialectul săsesc Klinalesch, Klînâleš, în germană Kleinalisch, Klein-Alisch, în maghiară Szászszőllős, Kisszőllős, Szőllős) este un sat în comuna Zagăr din județul Mureș, Transilvania, România.

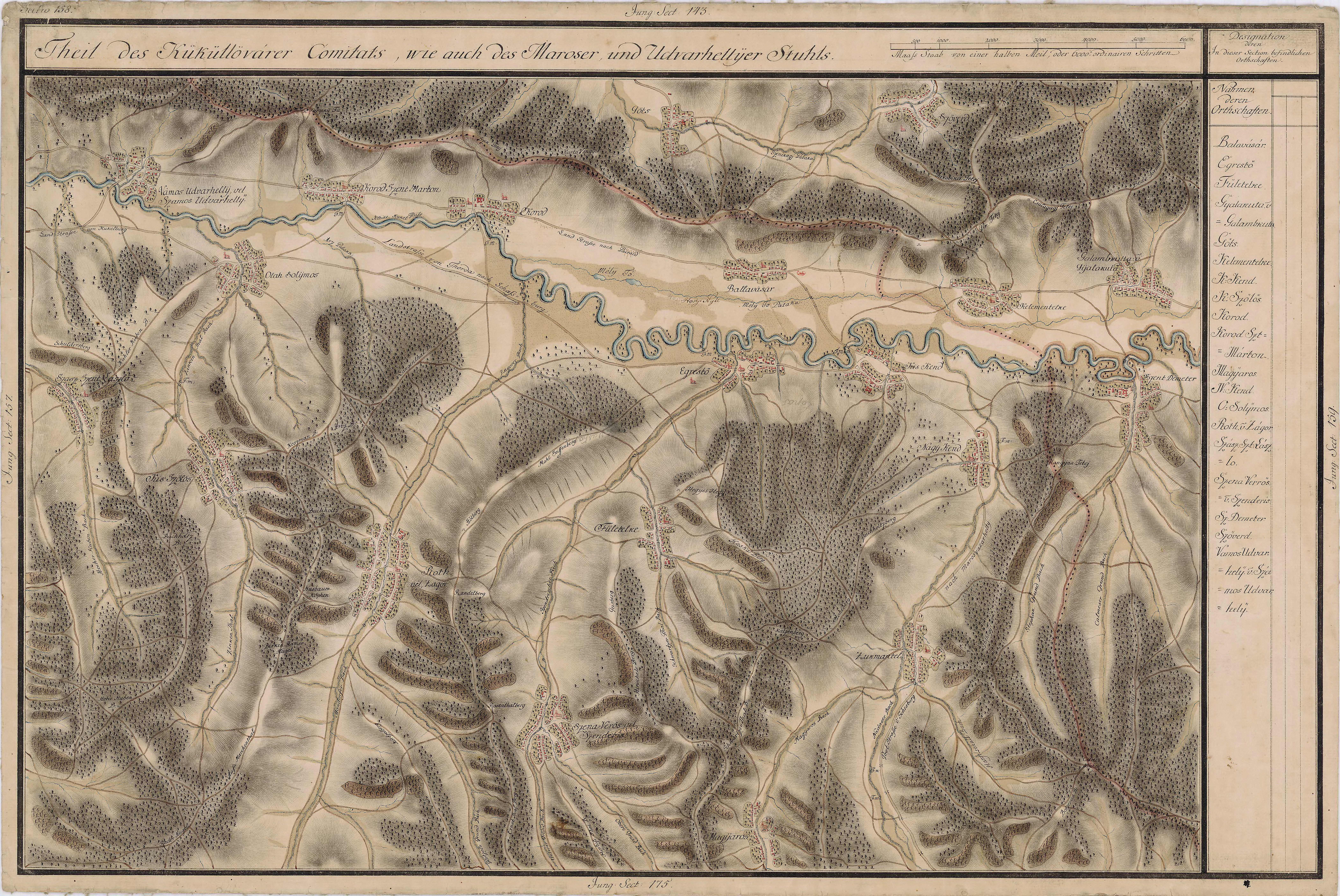
Seleuș pe Harta Iosefină a Transilvaniei, 1769-73

## Imagini

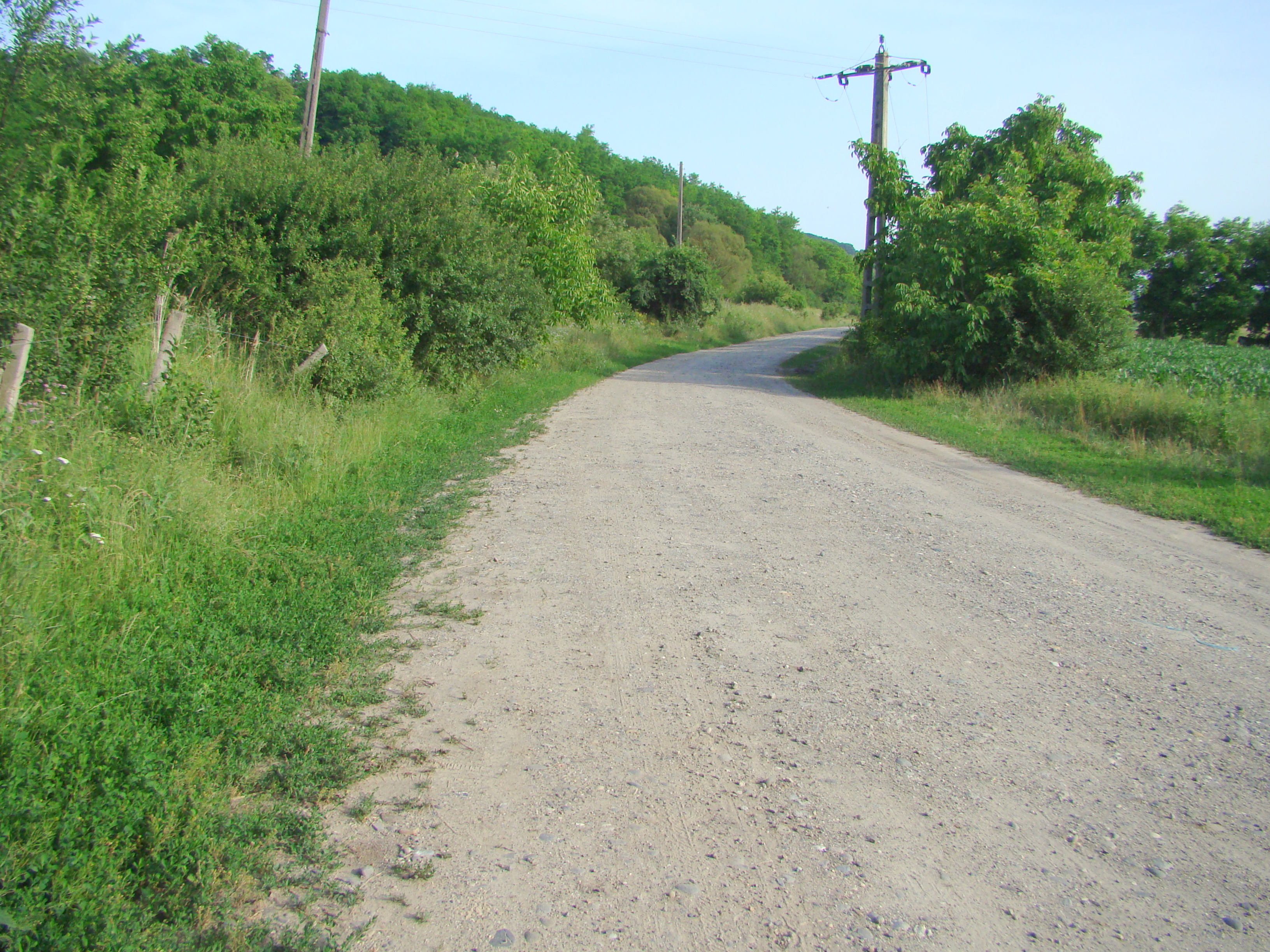
Drumul Zagăr-Seleuș
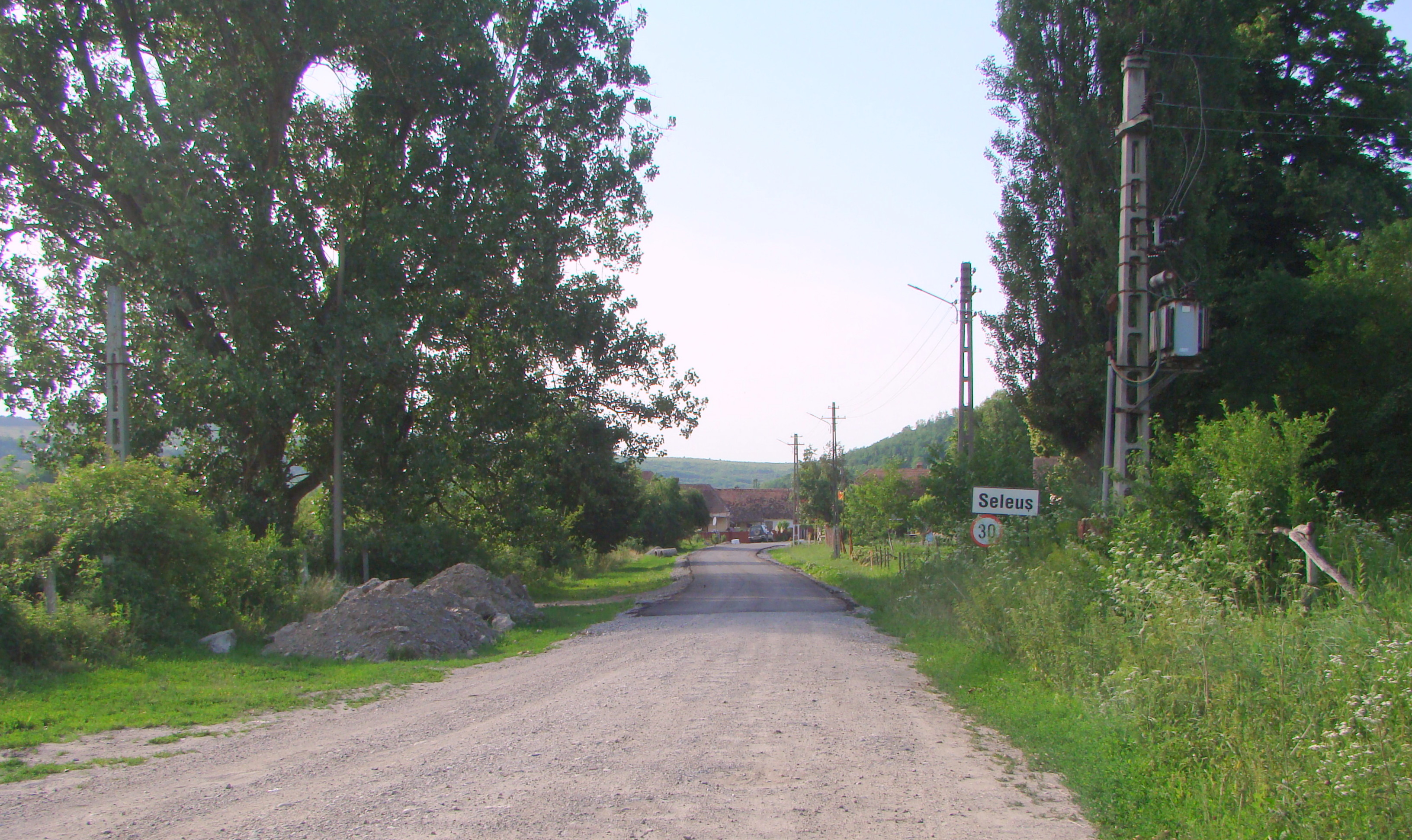
Intrarea în localitate
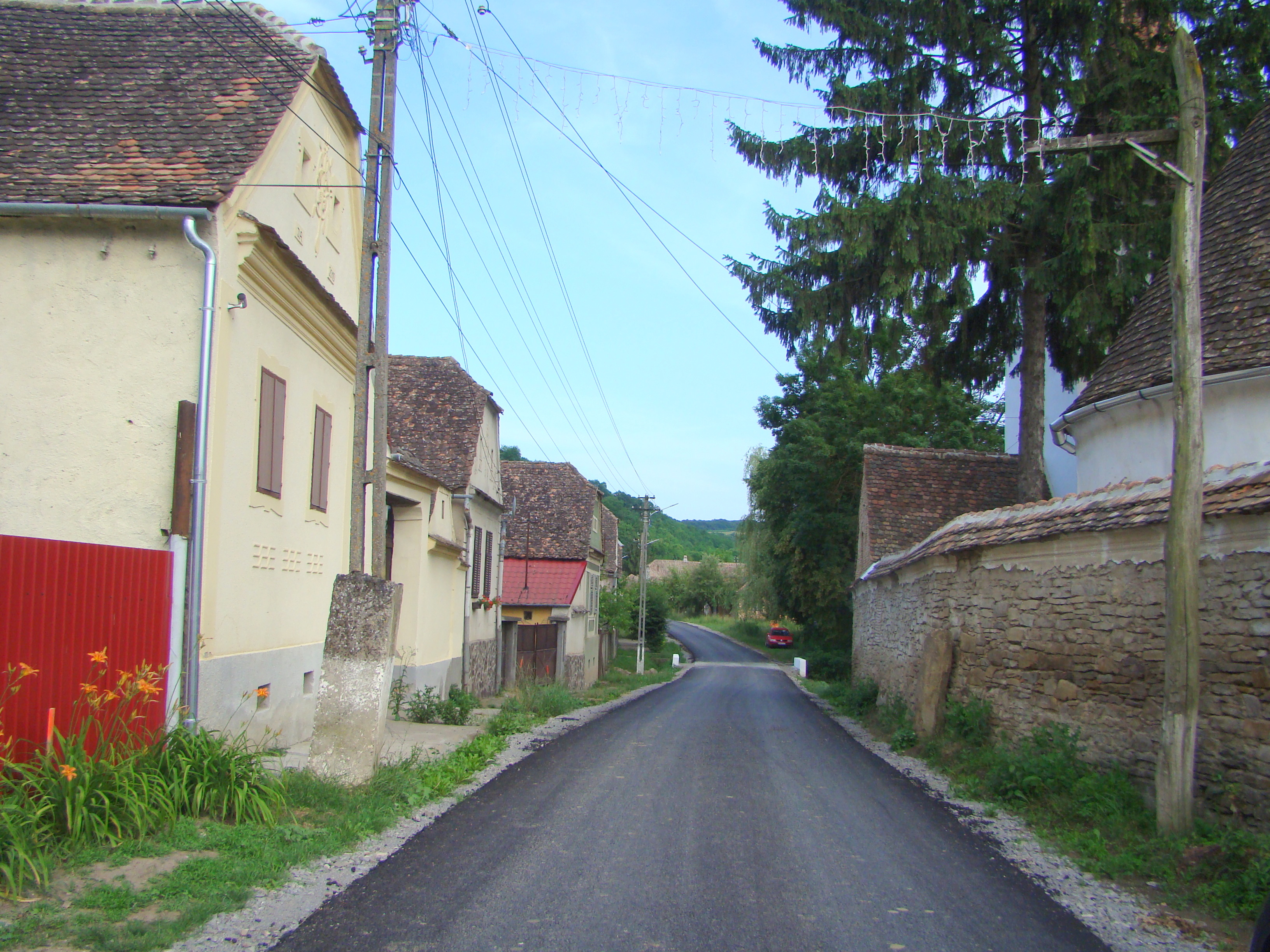
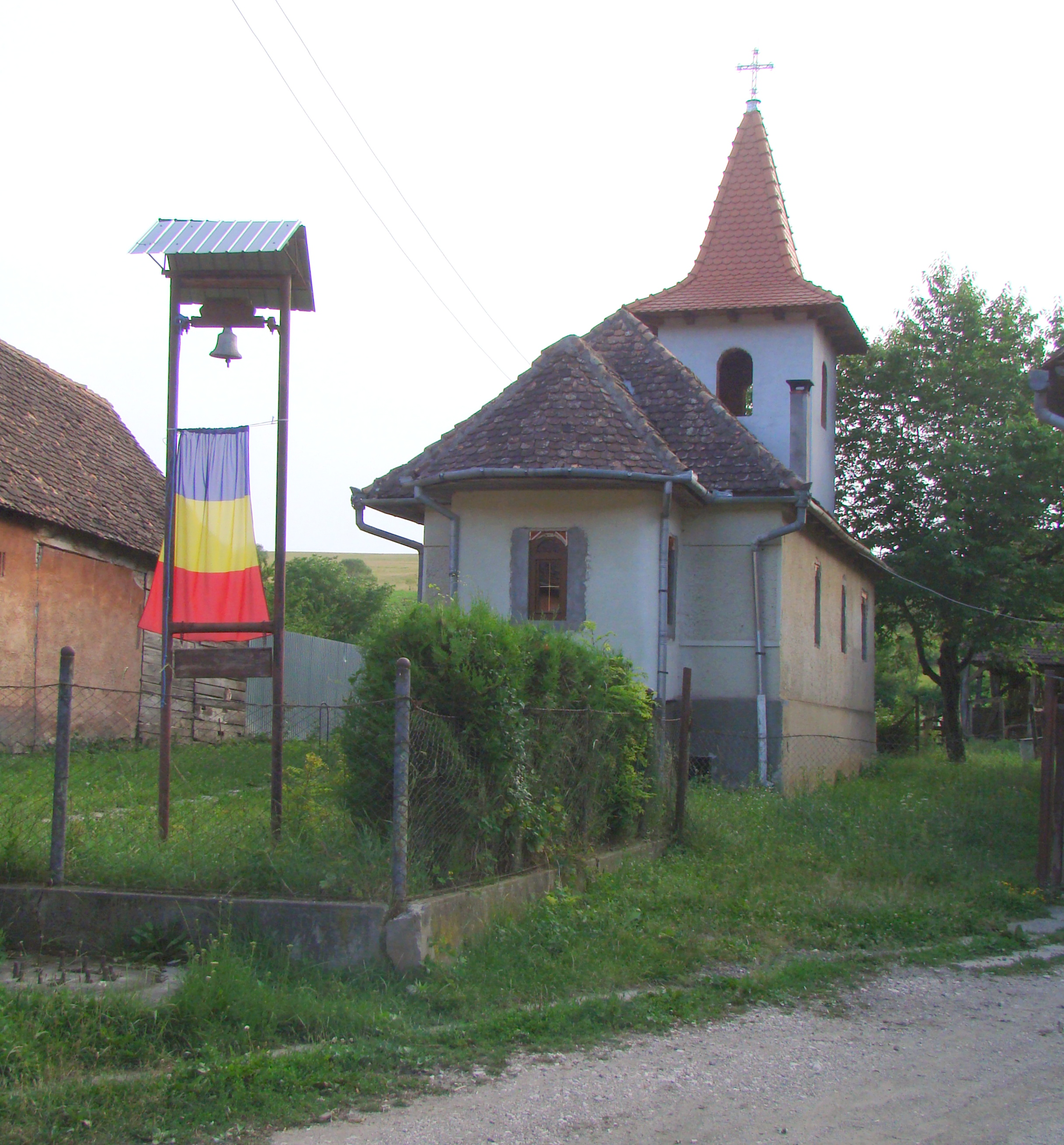
Biserica ortodoxă
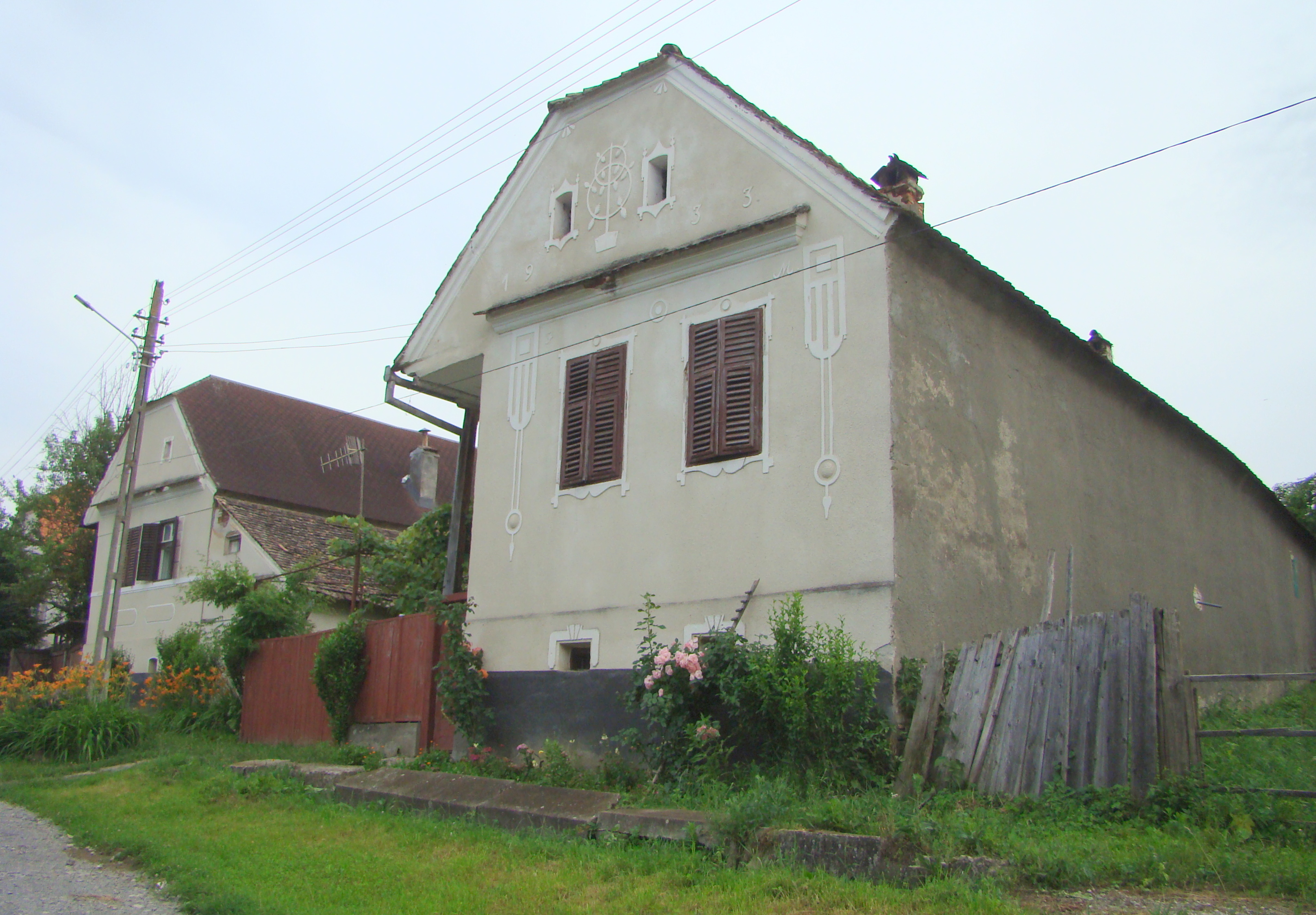
Case vechi săseşti
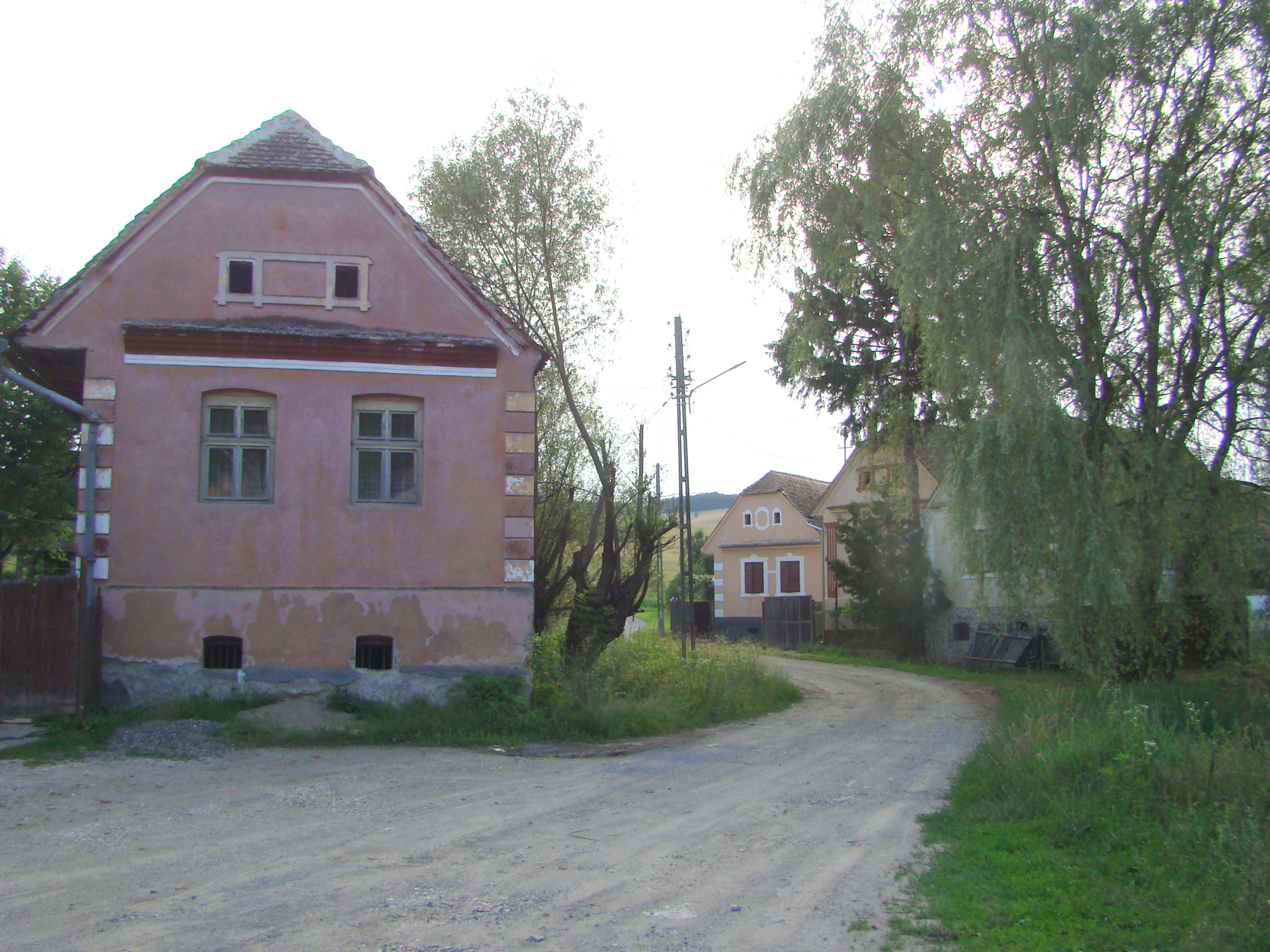
Case vechi săseşti
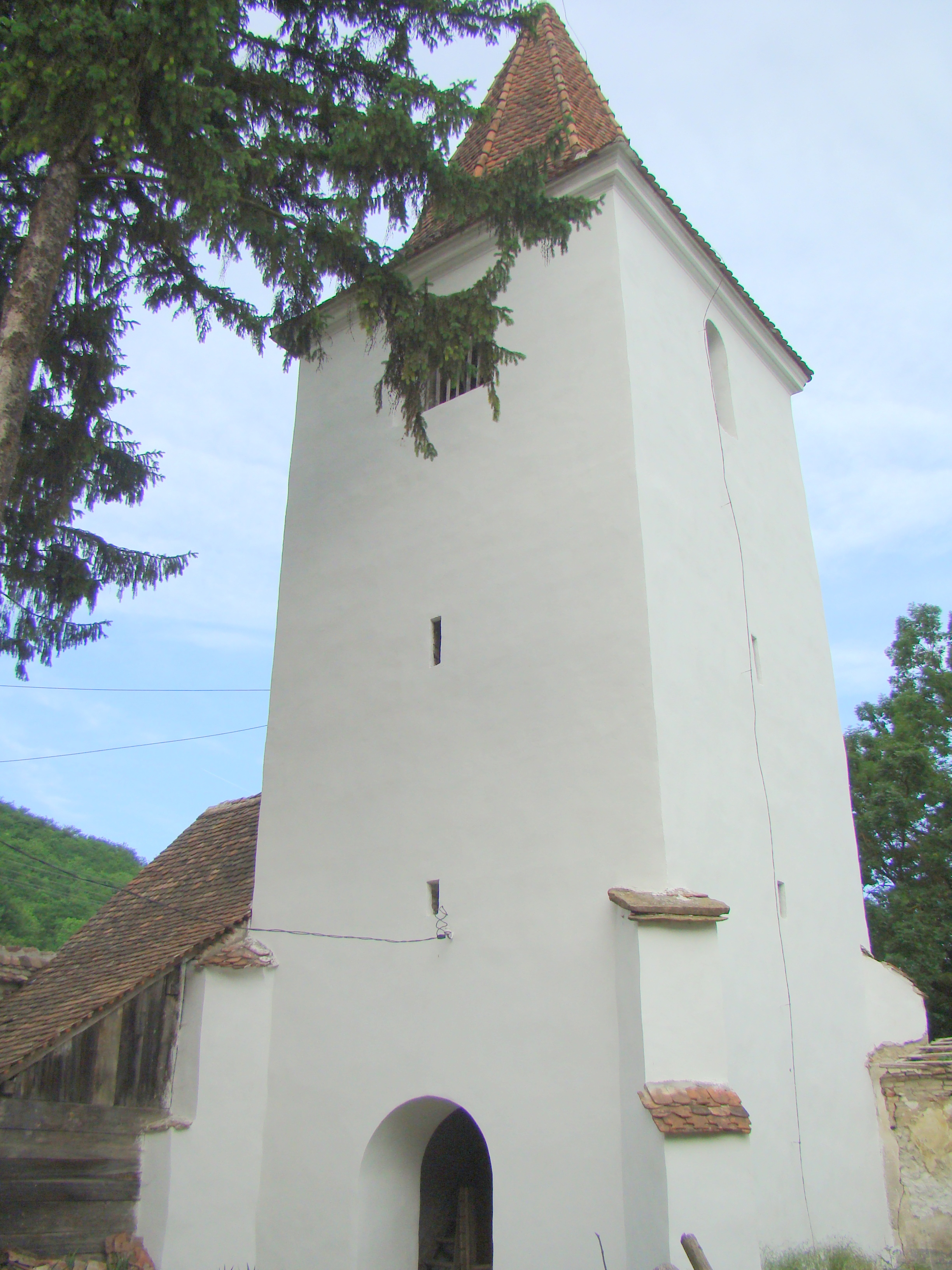
Turnul bisericii evanghelice fortificate
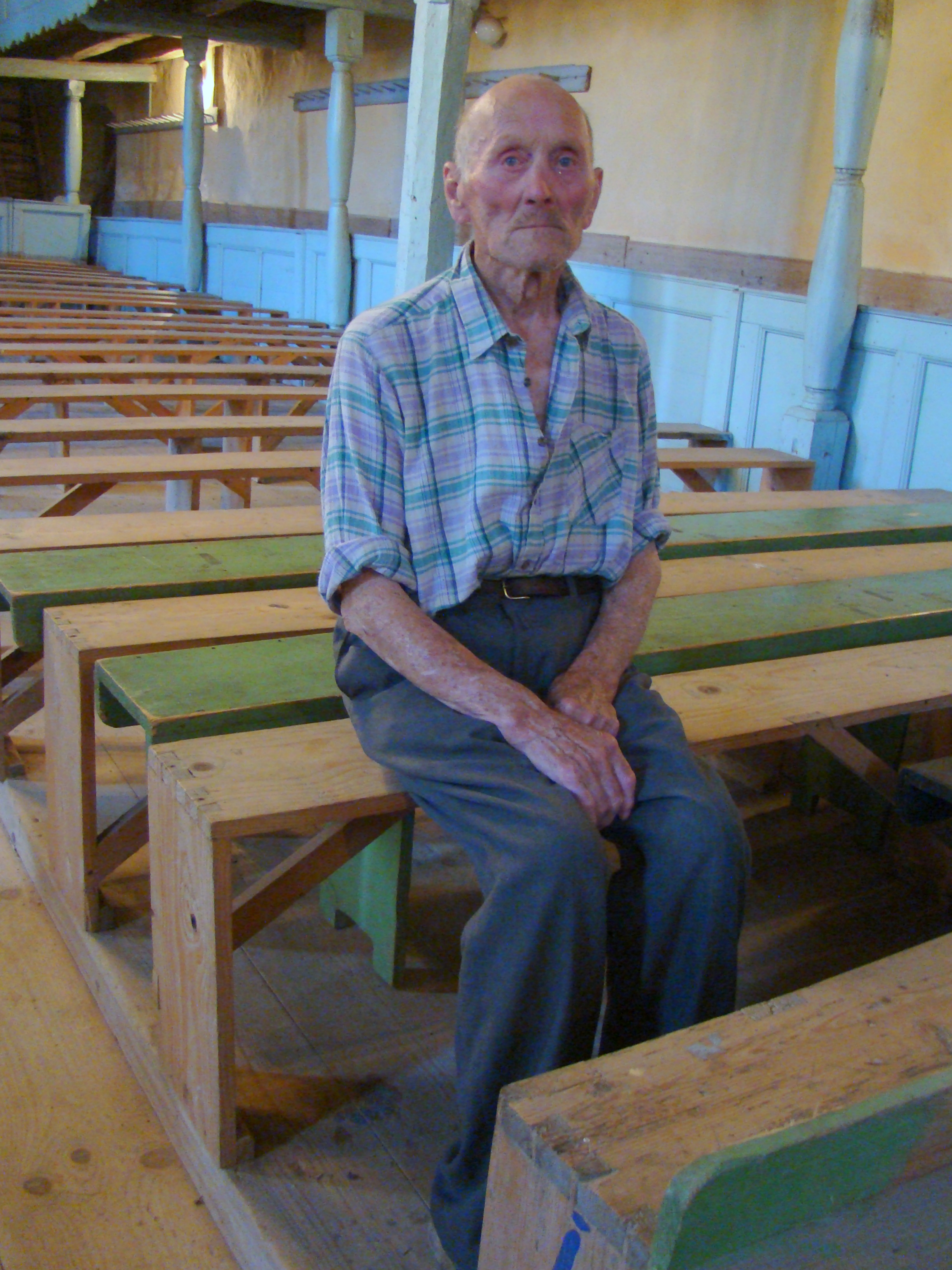
Singurul bărbat sas rămas în Seleuş, Krestel Mihai, care, la 89 de ani, încă mai are grijă de biserica evanghelică